# Ručnoglavena vena
Ručnoglavena vena (lat. vena brachiocephalica) je parna vena u gornjem dijelu prsnog koša koja odvodi deoksigeniranu krv iz glave i vrata, gornjih udova, dijela prsnog koša i limfu iz čitavog tijela. Nastaje spajanjem nutarnje vratne vene (lat. vena jugularis interna) i potključne vene (lat. vena subclavia).
Spoj ovih dviju vena na svakoj strani čini venski kut (lat. angulus venosus) u koji se na lijevoj strani ulijeva glavni limfni vod, prsni mezgrovod (lat. ductus thoracicus), a na desnoj desni mezgrovod (lat. ductus lymphaticus dexter).
Spajanjem lijeve i desne ručnoglavene vene nastaje gornja šuplja vena (lat. vena cava superior).
Ručnoglavene vene u svom tijeku uz glavne pritoke može primati i sljedeće pritoke:
- kralješnična vena, lat. vena vertebralis
- pridodana kralješnična vena, lat. vena vertebralis accessoria
- lat. vene thyroidea inferior (obično postoji više)
- lat. vena cervicalis profunda
- lat. plexus thyroideus impar
- lat. plexus venosus suboccipitalis
- lat. vena intercostalis suprema
- lat. vena intercostalis superior sinistra
- nutarnja prsna vena lat. vena thoracica interna
- manje pritoke iz sredoprsja:
  - lat. venae thymicae
  - lat. venae pericardiacae
  - lat. venae pericardiaciophrenicae
  - lat. venae mediastinales
  - lat. venae bronchiales
  - lat. venae tracheales
  - lat. venae esophageae